# Perepecs

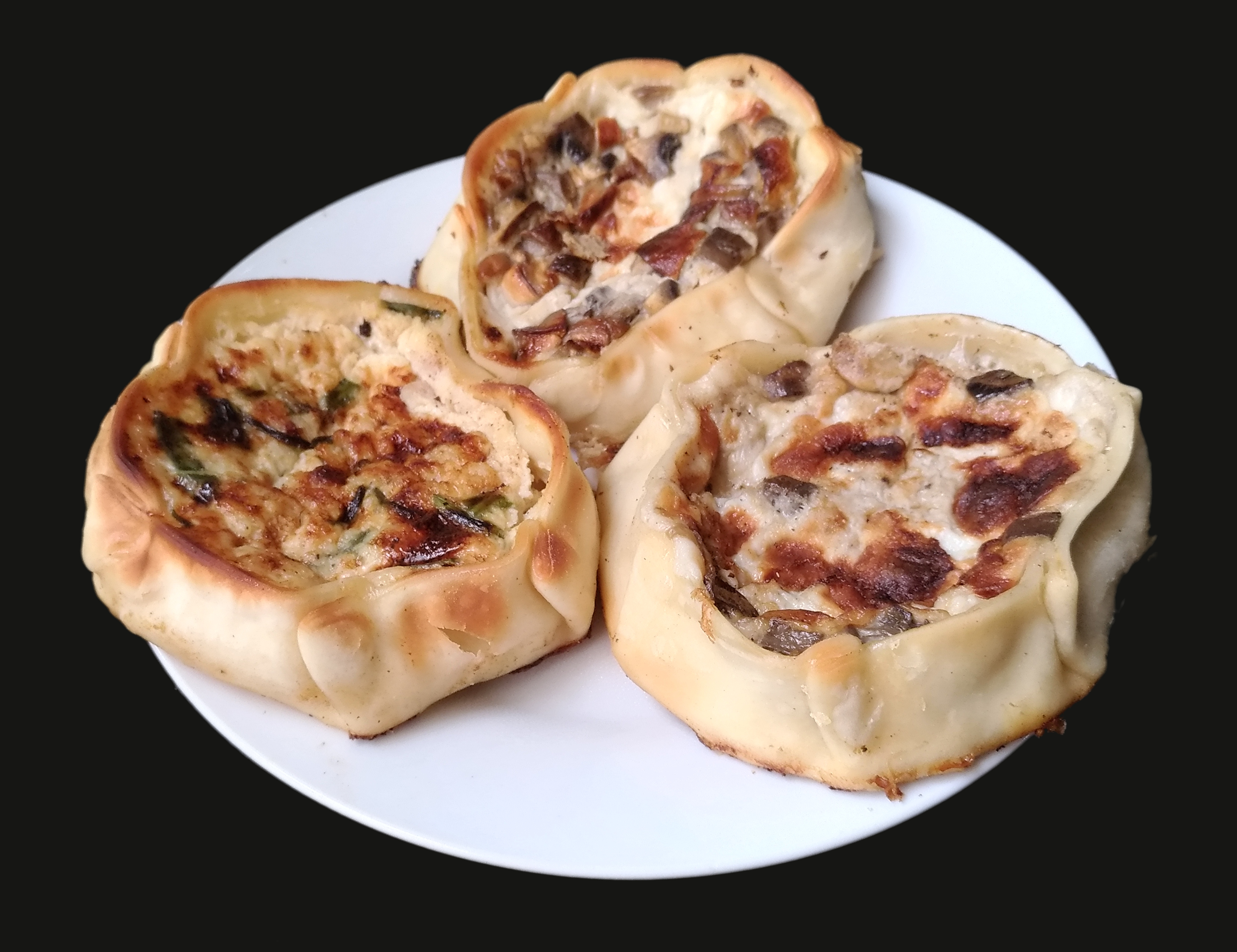
Perepecs

A perepecs (cirill betűkkel перепеч) udmurt nemzeti étel. Kicsit emlékeztet a pizzára. A feltét gombából és tojásból vagy darált húsból és káposztából készül.

## Receptje
A tésztához 1 tojás, liszt, kevés tej kell, és só ízlés szerint. A lisztet összekeverjük a tejjel, hozzáadjuk a sót és a tojást. Kis kerek lepényekké gyúrjuk, felhajtjuk a szélüket. A feltéthez húst és káposztát keverünk össze; a káposzta legyen több. Hagymát, tojást és sót keverünk bele. A felhajtott szélű lepényeket serpenyőbe tesszük, és rátesszük a feltétet. Betesszük a kályhába (ha nincs, a sütőkemencébe), és kb. 250 °C-on sütjük. Amikor a feltét már pirosbarna, akkor van kész. Kenjük le vajjal. Takarjuk le konyharuhával, hogy megpuhuljon. 

## Külső hivatkozások
- Nagyezsda Utkina perepecset készít – YouTube-videó (oroszul)